# Kyrie eleison

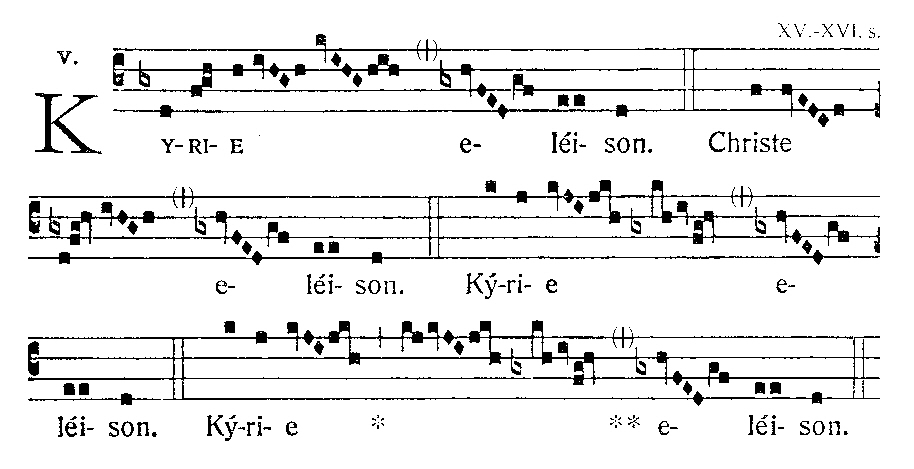
Kyrie eleison, VIII. Choralmesse (De angelis) im Graduale Novum

Kyrie eleison (mittelgriechisch κύριε ἐλέησον kýrie eléēson oder später kírië eléison „Herr, erbarme dich!“), bisweilen verkürzt zu Kyrieleis, ist der Anfang einer kurzen, in der Regel dreigliedrigen Litanei, die zu verschiedenen Anlässen in der christlichen Liturgie gesungen wird. Am bekanntesten ist das Kyrie eleison als Bestandteil der Eröffnung des Gottesdienstes. Auch Litaneien wie die Allerheiligenlitanei oder die Lauretanische Litanei beginnen mit dem Kyrie-Ruf.
Der Begriff setzt sich zusammen aus dem Vokativ des griechischen κύριος „Herr“ und dem Imperativ Aorist ἐλέησον von ἐλεέω „sich erbarmen“.

## Herkunft und theologische Bedeutung
Der Ruf stammt aus der griechischen Liturgie der Ostkirche – dort der Einwurf der Gemeinde in den großen Litaneien (Fürbitten) – und wurde um 500 ohne Übersetzung in die römische und danach in andere westliche Liturgien übernommen.
„Kyrie eleison“ war in vorchristlicher Zeit ein gebräuchlicher Huldigungsruf für Götter und Herrscher. Im spätantiken Hofzeremoniell wurde der Kaiser mit diesem Ruf begrüßt, wenn er den Raum betrat. Die Juden der griechischsprachigen Diaspora bezogen den Kyrios-Titel auf den Gott Israels (als Übersetzung für Adonai, „Herr“, vergleiche JHWH). Kyrios wurde im frühen Christentum zur zentralen Hoheitsbezeichnung Jesu Christi (vgl. Phil 2 , Röm 10,9 ). In der öffentlichen Akklamation und dem Bekenntnis des Kyrie zu Beginn der Eucharistiefeier setzten die Christen sich betont vom Kaiserkult und vom Kult anderer Götter ab.
 
Die Alternativform Christe eleison (Χριστὲ ἐλέησον Christus, erbarme dich!) entstand in Rom; es entwickelte sich eine bis zu neunfache Kyrie-Litanei. 
Bis heute besteht auch eine trinitarische Nutzung des dreifachen „Kyrie“ als Anrufung des Vaters, des Sohnes und des Heiligen Geistes, z. B. im Gottesdienst der norwegischen Kirche; (vgl. dazu auch Kyrielieder der Reformation).

## Kyrie eleison im Gottesdienst

### Heilige Messe und evangelischer Gottesdienst
Das Kyrie eleison wird zu den gleichbleibenden Teilen der heiligen Messe (Ordinarium Missae) gerechnet. Im Eröffnungsteil der heiligen Messe oder des evangelischen Gottesdienstes kann das Kyrie dem allgemeinen Schuldbekenntnis folgen oder auch mit diesem verbunden sein. Aus dem Huldigungsruf wird in diesem Fall ein Erbarmensruf. Es kann griechisch oder deutsch gesprochen werden.

„Kyrie, eleison! – Herr, erbarme dich (unser)!

Christe, eleison! – Christus, erbarme dich (unser)!

Kyrie, eleison! – Herr, erbarme dich (unser)!“

Vielfach wird es auch gesungen, gegebenenfalls im Wechsel zwischen Chor bzw. Kantor und Gemeinde. Je nach Gottesdienstanlass und Zeit im Kirchenjahr können kurze Texteinschübe (Tropen) verwendet werden. Bei diesen Anrufungen handelt es sich nicht um Fürbitten, sondern um Lobpreis. Jesus Christus wird für seine Heilstaten gepriesen. Gleichzeitig stellt das Kyrie einen Bittruf um Gottes Erbarmen dar.
Nach dem Kyrie folgt an Sonntagen außerhalb von Advents- und Fastenzeit sowie an Festen das Gloria (lateinisch für „Ehre sei Gott“).

### Beispiele für Texteinschübe
Es gibt zahlreiche Variationen des Kyrie, die je nach Anlass und Kirchenjahr Verwendung finden, so zum Beispiel:
- Herr Jesus, du Wort des Lebens! Kyrie eleison!
- Herr Jesus, du Licht der Menschen! Christe eleison!
- Herr Jesus, du bist unser Weg zum Vater! Kyrie eleison!

oder
- Herr Jesus, Sohn des lebendigen Gottes: Kyrie eleison!
- Du Mittler des Neuen Bundes: Kyrie eleison!
- Herr Christus, du hast für uns getragen Kreuz und Leiden. Christe eleison!
- Du bist für uns auferstanden von den Toten. Christe eleison!
- Herr Jesus, du Herr deiner Kirche: Kyrie eleison!
- Du Hoffnung der ganzen Erde: Kyrie eleison!

Der Ursprung für solche Kyrie-Litaneien findet sich in der deprecatio Gelasii.

### Orthodoxie
In der Liturgie der orthodoxen Kirchen gibt es an mehreren Stellen zum Teil vielteilige Kyrie-Litaneien. Mit einem zwölffachen Kyrie eleison wird jede Hore der byzantinischen Tagzeitenliturgie eröffnet, die kleinen Horen schließen mit einem vierzigfachen Kyrie eleison. In der Göttlichen Liturgie erscheint das dreifache Kyrie eleison als Antwort auf die einzelnen Anrufungen der Ektenien. Das Christe eleison ist jedoch eine westliche Erweiterung und in der byzantinischen Liturgie nicht gebräuchlich.

### Kyrie eleisonundPater nosterals Gebetseinleitung oder -schluss
In der mittelalterlichen Liturgie trat das drei- oder neunfache Kyrie/Christe eleison mehrfach auf, und zwar als Gebetsschluss nach einem Psalm in folgendem Aufbau:
- Psalm
- Kyrie eleison (3–9 ×)
- Vater unser
- Versikel (zum Beispiel: V: Herr, erhöre mein Gebet! R: Und laß mein Rufen zu dir kommen!)
- abschließende Oration.

Solche Gebetssequenzen gab es beispielsweise im Rahmen der Vorbereitung des Priesters auf die Messfeier und beim Anlegen der Paramente, beim Stufengebet zwischen dem Psalm 42 Iudica me, (Schaffe Recht mir, Gott) und dem Confiteor, und beim Auszug des Priesters aus der Kirche. Dies war jedoch nicht durchgehend so, sondern phasenweise und regional sehr unterschiedlich. Spätestens mit der Liturgiereform des Zweiten Vatikanischen Konzils sind solche Formen entfallen.
Im Stundengebet ist dieselbe Abfolge von Gebeten ebenfalls seit dem 8. Jahrhundert (Amalarius) bezeugt: „daß das Kyrie eleison vor dem Gebete stehe, um Gott zur Erhörung des Gebetes zu versöhnen“ (IV, 2), und Amalarius bezeugt (III, 6), dass „in omnibus peractis officiis sequitur Kyrie eleison ante orationem dominicam, ut est in matutinis et vespertinali synaxi“ (dass nach jedem Vollzug des Stundengebets das Kyrie eleison vor dem Gebet des Herrn folgt, wie es in der Matutin und der Vesper geschieht). Später wurde dies auf Wochentage beschränkt (preces feriales), dann auf die Werktage der Advents- und Fastenzeit, seit 1955 nur noch für Mittwoch und Freitag im Advent und in der Fastenzeit. Mit der Neuordnung des Stundengebets nach dem Zweiten Vatikanischen Konzil ist die Gebetssequenz wieder für Laudes und Vesper an allen Tagen vorgesehen: Nach dem Benedictus bzw. Magnificat folgen die Fürbitten, dann das Kyrie eleison (oder eine andere Überleitung), das Vater unser und die Oration.
Auch manche lutherischen Gebetsordnungen für das Morgen- und Abendgebet haben eine ähnliche Form: dreimaliges Kyrie eleison, Pater noster, Bitten, Oration.

## Kyrie eleison in der Musik
- Bei Messvertonungen aller Epochen bildet das Kyrie in der Regel den ersten Satz, im Requiem geht ihm der Introitus voraus.
- Der Gregorianische Choral kennt über 20 Kyrie-Melodien in den verschiedenen Kirchentonarten, die das erste Stück der 18 Choralmessen darstellen. Mehrere Kyrie-Melodien haben einen lateinischen Titel, nach dem manchmal die ganze Choralmesse benannt ist. Diese Bezeichnungen gehen auf die Textanfänge von Tropen zurück, textlichen Erweiterungen der Kyrie-Melodien, die im Mittelalter entstanden und vom Konzil von Trient wieder aus den liturgischen Texten entfernt wurden.[5]
- In deutschen Kirchenliedern kommt der Kyrie-Ruf häufig abgewandelt vor, z. B. als Kyrieleis in Leisen wie
  - Christ ist erstanden
  - Gelobet seist du, Jesu Christ
  - Maria durch ein Dornwald ging
  - Nun bitten wir den heiligen Geist
- Mehrere Bands beziehen sich in einzelnen Liedern auf das Kyrie, unter anderem Mr Mister (Kyrie), Subway to Sally (Kyrie im Album Foppt den Dämon!), The Electric Prunes (Kyrie Ellison Mardi Gras) und Popol Vuh (Kyrie).

## Historische Erwähnung
Das Kyrie eleison soll, so zumindest der Chronist Bruno von Merseburg in der Schrift Brunonis de bello Saxonico liber, neben dem Te Deum auch von den Truppen Heinrichs des IV. nach einem Sieg in den Sachsenkriegen um 1080 herum gesungen worden sein.

## Trivia
- Der Familienname Kyrieleis geht auf den Anruf zurück.